# Dory
Dory ili doru je bilo koplje i glavno oružje hoplita u antičkoj Grčkoj. Riječ "dory" prvi put je spomenuo Homer, sa značenjem "drvo" i "koplje". Riječ dory također vidimo i u jednoj od najpoznatijih antičkih figura Dorifora. Bio je ključan u falangama.

## Izgled i materijal
Dory je bio dugačak oko tri metra i širok 5 cm, a težio je 1 ili 2 kg. Drška je bila od drijenka ili jasena. Vrh koplja bio je u obliku lista i izrađen od željeza. Na drugom kraju koplja bio je isto šiljak, zvan sauroter (grč. ubojica guštera) ali izrađen od bronce. On je služio da bi se koplje lakše zabilo u zemlju ili kao rezerva u slučaju da se prednji dio slomi.

## Upotreba
Dory je korišten kako bi držao neprijatelja podalje i razvijen je za borbu među falangama. Ta prednost je još više naglašena kada se dory produžio u sarissu i bio ključan u osvajanjima Aleksandra Velikog. Kao i xiphos, dory se držao u jednoj ruci (desnoj) kako bi lijeva mogla nositi štit. Pali ratnici lako su se mogli dokrajčiti sauroterom. Dory nije bio namijenjen za bacanje. Njegova duljina i težina činile su to izrazito nepraktičnim.
Dory su koristile i vojske Perzijskog Carstva pod vladavinom Darija I. i Kserksa tijekom Grčko-perzijskih ratova, ali u kraćem obliku.